# Chilli Willi and the Red Hot Peppers
Chilli Willi and the Red Hot Peppers waren eine britische Pub-Rock-Band in der ersten Hälfte der 1970er Jahre. 

## Bandgeschichte
Die Gruppe entstand aus dem Folk-Rock-Duo Martin Stone (Gesang, Gitarre, Mandoline) und Phil „Snakefinger“ Lithman (Gesang, Gitarre, Klavier, Hawaiigitarre, Fiddle), beide vormals bei „Junior’s Blues Band“. Ende der 1960er ging Lithman nach San Francisco, und Stone spielte bei Savoy Brown und Mighty Baby.
Das Duo trat Anfang der 1970er wieder zusammen auf und nahm mit Jo Ann Kelly und einigen Musikern von Brinsley Schwarz das Album Kings of the Robot Rhythm auf, das 1972 erschien. Im gleichen Jahr wuchs die Gruppe um Paul „Dice Man“ Bailey (Gitarre, Banjo, Saxofon), Paul Riley (Bass) und Pete Thomas (Schlagzeug).
In den folgenden beiden Jahren waren Chilli Willi and the Red Hot Peppers eine populäre Live-Band in Großbritannien. 1974 brachten sie das Album Bongos Over Belham heraus, das sich jedoch nur mäßig verkaufte. Im Februar 1975 löste sich die Gruppe auf.
Thomas wurde Schlagzeuger der Band von Elvis Costello, „The Attractions“. Riley spielte bei Graham Parker, Bailey gründete die Band „Bontemps Roulez“, und Stone spielte bei den Pink Fairies, bevor er sich aus dem Musikgeschäft zurückzog. Lithman ging wieder nach San Francisco und trat mit seinen früheren Mitmusikern, The Residents, unter dem neuen Namen „Snakefinger“ auf.

## Diskografie

### Alben
- 1972: Kings of the Robot Rhythm (Revelation)
- 1974: Bongos Over Balham (Mooncrest Records)
- 1996: I’ll Be Home (Proper Records, Kompilation)
- 2010: The Amazing ZigZag Concert (Road Goes on Forever Records, 5-CD-Box mit verschiedenen Bands und Musikern, aufgenommen am 28. April 1974 im Roundhouse, London)

### Singles
- 1975: Breathe A Little (Mooncrest Records)